# 필리스 조지
필리스 앤 조지(Phyllis Ann George, 1949년 6월 25일 ~ 2020년 5월 14일)는 미국의 기업인, 배우, 스포츠 캐스터였다.
1970년 미스 텍사스에 선발되었으며, 1971년 미스 아메리카에 등극하였다.
1975년 조지는 CBS 스포츠의 프리쇼 프로그램인 The NFL Today의 리포터 겸 공동 진행자로 발탁되어, 미국의 전국 방송 스포츠 프로그램에서 방송 진행자로 활동한 최초의 여성들 중 한 명이 되었다.
1979년부터 1983년까지 켄터키주의 퍼스트 레이디로도 활동했다.
그녀는 2020년 5월 14일 희귀 혈액암인 진성 적혈구증가증(polycythemia vera)으로 인해 발생한 합병증으로 미국 켄터키주 렉싱턴의 앨버트 B. 챈들러 병원에서 향년 70세의 나이로 별세하였다.